# Секретный притон Джея и молчаливого Боба

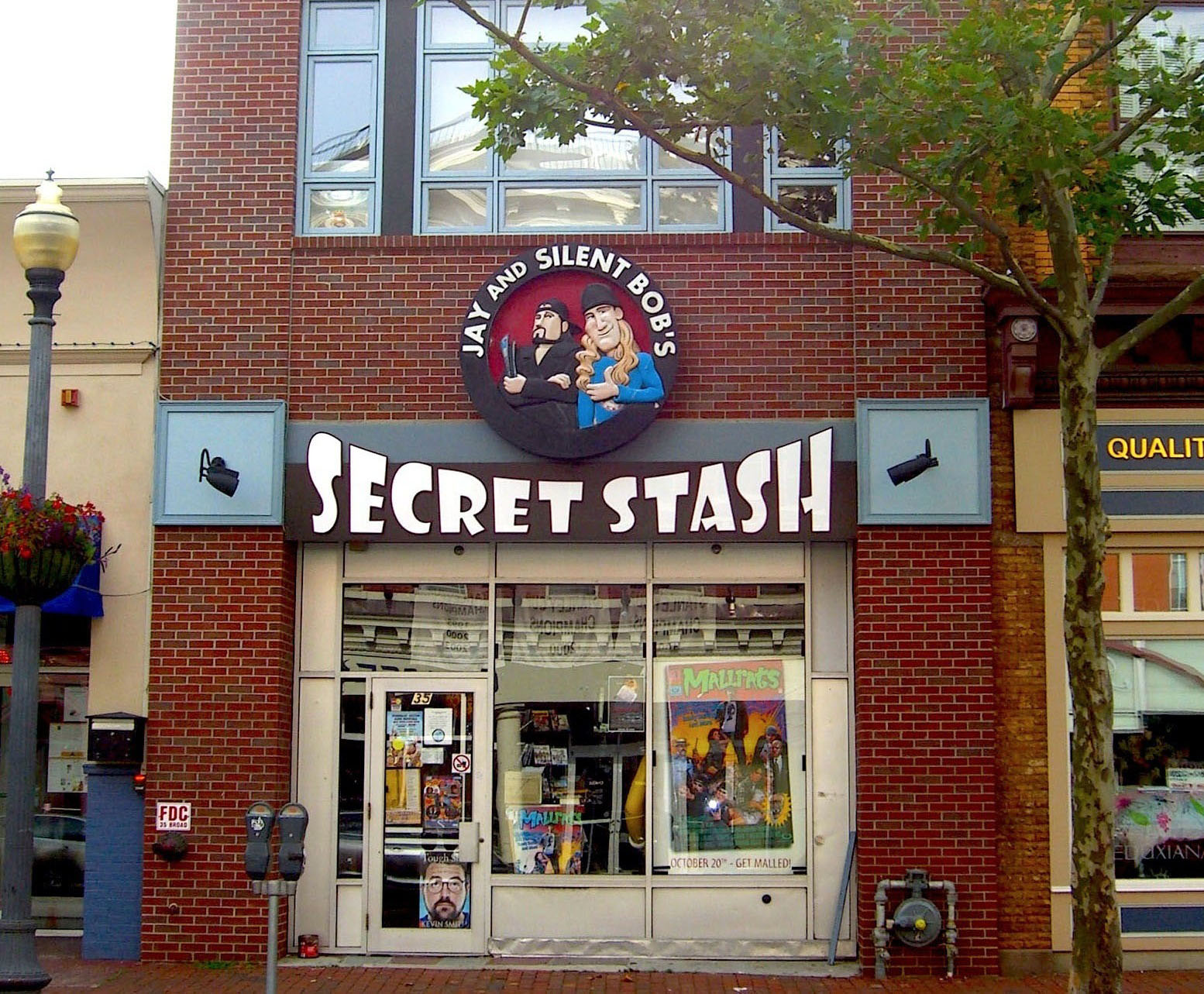
Витрина магазина в Ред-Банке, Нью-Джерси

Секретный притон Джея и молчаливого Боба (англ. Jay and Silent Bob's Secret Stash; иногда коротко Притон) — магазин комиксов режиссёра Кевина Смита. В магазине продаются комиксы, связанные с комиксами и фильмами View Askew Productions вещи (например, одежда, игрушечные фигурки, плакаты, и т. д.). Магазин расположен на Броад Стрит, 65 в родном городе Смита Ред-Банк, Нью-Джерси.
Магазин использовался для съёмок реалити-шоу Комикснутые парни, подкастов Скажи им Стив-Дэйв! и Я продаю комиксы, а также эпизодов SModcast и Горная местность: История дверного глазка.

## История

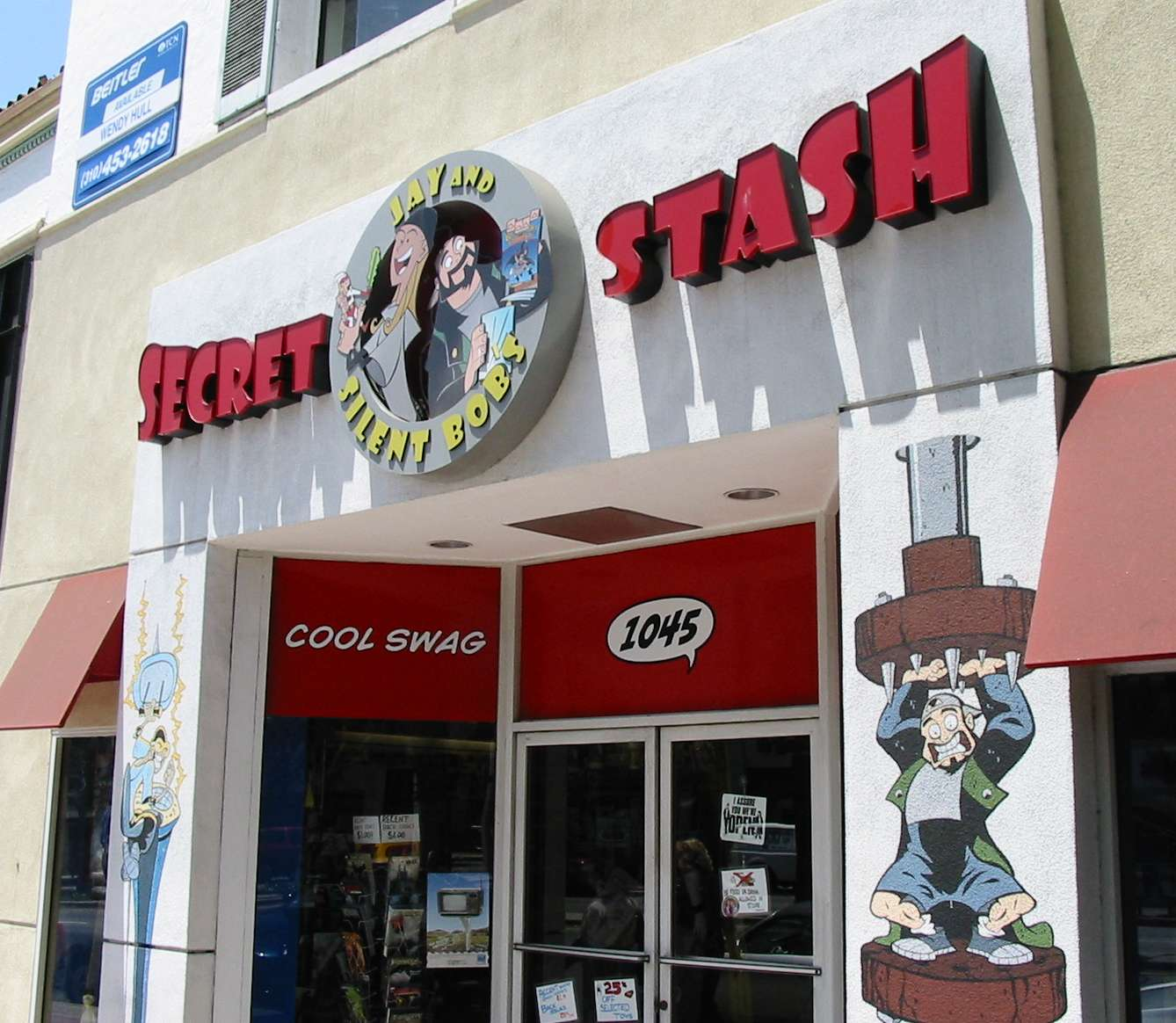
Витрина ныне закрытого «Секретного притона» в Вествуд, Лос-Анджелес, Калифорния.

Оригинальный «Секретный притон Джея и молчаливого Боба» был создан как небольшой магазин комиксов в Ред-Банке и назван Comicology. Это был магазин, в котором Кевин Смит раньше покупал комиксы, и, как можно заметить на DVD В погоне за Эми, появляется в первой удалённой сцене. Когда Смит узнал, что владелец закрывает магазин и переезжает в Азию, он купил его за 30 000 долларов и открыл его в январе 1997 года, назначив управляющим своего друга и коллегу Уолта Фланагана, которого он характеризует как «наш резидент гениев комиксов». Магазин был перекрашен, украшен рисунками героев фильмов, а на его фасаде размещена вывеска, разработанная другом Смита Скоттом Мосье. Магазином был назван «Секретный притон Джея и молчаливого Боба» в честь одноимённых персонажей играемых Смитом и Джейсоном Мьюзом в фильмах Смита. Со слов Смита, магазин привлёк не только местных клиентов, но также и фанатов из других штатов, стран и континентов. Понимая, что такие посетители заслужили более крупный и доступный магазин, два года спустя Смит перевёз магазин в более крупное место на Броад Стрит, 35, и привлёк к проектированию внешности магазина художника-постановщика фильмов В погоне за Эми и Догма. В оформлении магазина были использованы герои фильмов Смита, такие как Пыхарь и Хроник страницы из комиксов В погоне за Эми, так же в магазине была установлена статуя Дружище Христос из Догмы. Новая эмблема для магазина была разработана автором и художником комиксов Мэттом Вагнером. Магазин открылся в марте 1999 года.
Второй «Секретный притон Джея и молчаливого Боба» был открыт в районе Лос-Анджелеса Вествуд в сентябре 2004 года, им управлял давний партнёр Смита Брайан Джонсон, который появлялся в фильмах Смита в роли Стива-Дэйва. Магазин закрылся 10 октября 2007 года, и был перемещён в магазин «Laser Blazer DVD» в Лос-Анджелесе. «Притон» в «Laser Blazer DVD» закрылся 11 января 2009 года. Сам «Laser Blazer» остался открытым и использовался для продажи blu-ray дисков.

## Появления в фильмах

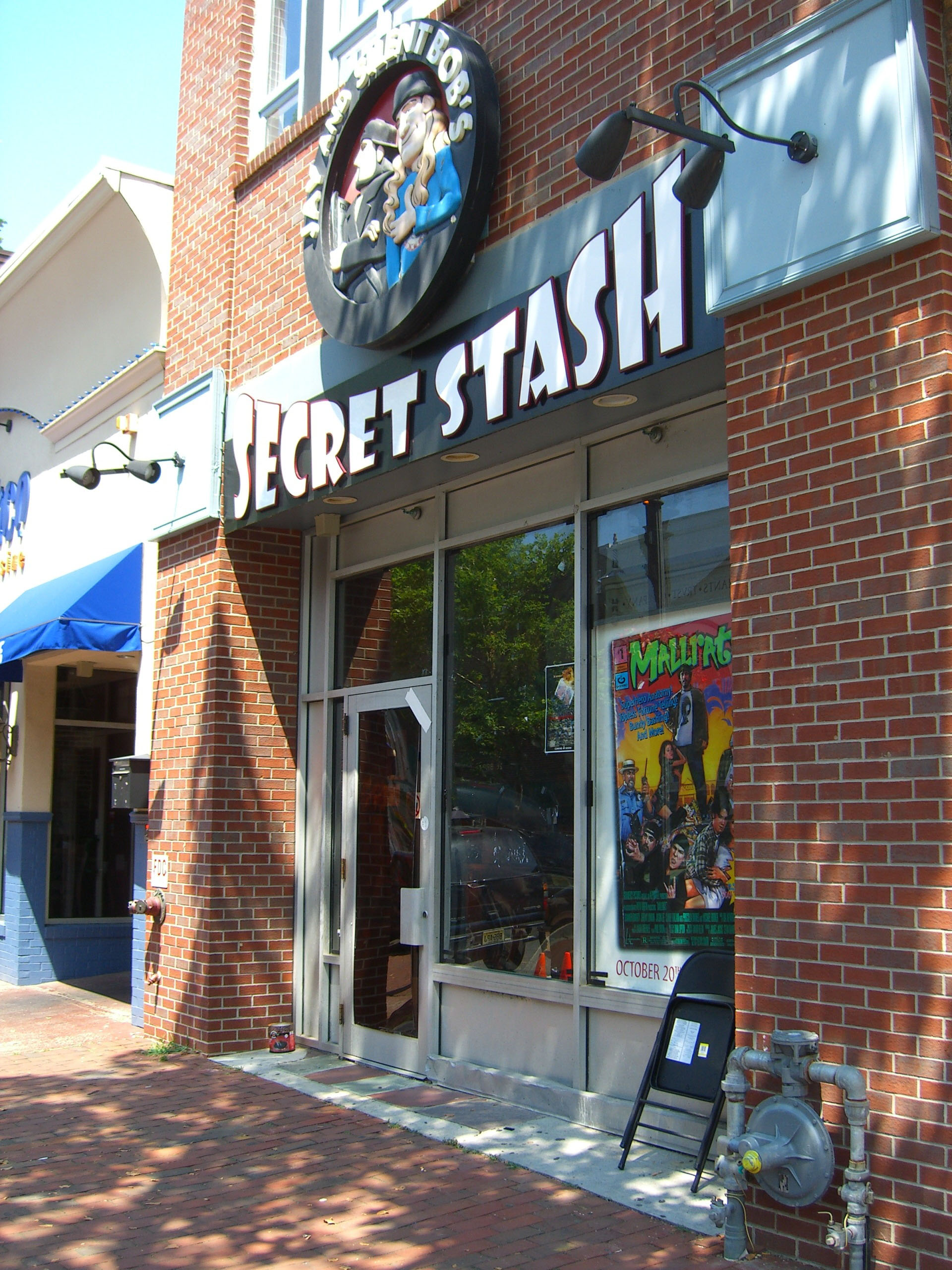
«Притон», 9 июля 2012 года — первый день съёмки 2-го сезона «Комикснутые парни». Стёкла магазина были затонированы во время съёмки, чтобы блокировать попадание солнечного света внутрь.

«Притон» прославился благодаря попаданию в сцены некоторых фильмов Кевина Смита. Сначала он появился (в то время как ещё назывался «Comicology») в удалённой сцене В погоне за Эми как магазин комиксов Стива-Дэйва и Уолта «Фаната».
Затем он появился в Джей и молчаливый Боб наносят ответный удар как «Секретный притон Броуди», магазин комиксов, принадлежавший персонажу из Лоботрясов Броуди Брюсу (Джейсон Ли).
Магазин задействован в реалити-шоу Комикснутые парни, которое впервые было показано в феврале 2012 года.